# Armed Forces Bowl 2022
Match précédent Match suivant
L'Armed Forces Bowl 2022 est un match de football américain de niveau universitaire joué après la saison régulière de 2022, le 22 décembre 2022 au Amon G. Carter Stadium situé à Fort Worth dans l'État du Texas aux États-Unis. 
Il s'agit de la 20e édition de l'Armed Forces Bowl.
Le match met en présence l'équipe des Bears de Baylor issue de la Big 12 Conference et l'équipe des Falcons de l'Air Force issue de la Mountain West Conference.
Il débute vers 17 h 30 locales (le 23 décembre vers 1 h 30 en France) et est retransmis à la télévision par ESPN.
Sponsorisé par la société Lockheed Martin, le match est officiellement dénommé le 2022 Lockheed Martin Armed Forces Bowl. 
L'Air Force gagne le match sur le score de 30 à 15. 

## Présentation du match
Il s'agit de la 4e rencontre entre les deux équipes, Baylor ayant remporté les trois premières :
| Saison | Date             | Vainqueur | Score   | Perdant   | Compétition                                                  |
| ------ | ---------------- | --------- | ------- | --------- | ------------------------------------------------------------ |
| 1961   | 18 novembre 1961 | Baylor    | 31 - 07 | Air Force | Match de saison régulière joué sur le terrain de Baylor      |
| 1962   | 17 novembre 1962 | Baylor    | 10 - 03 | Air Force | Match de saison régulière joué sur le terrain de l'Air Force |
| 1977   | 22 octobre 1977  | Baylor    | 38 - 07 | Air Force | Match de saison régulière joué sur le terrain de Baylor      |

| Équipes                                                                                               | Couleurs | Conférences | Entraîneurs                   | Stats. saison rég. | Classements avant le bowl | Classements avant le bowl | Classements avant le bowl |
| --- | -------- | ----------- | ----------------------------- | ------------------ | ------------------------- | ------------------------- | ------------------------- |
| Équipes                                                                                               | Couleurs | Conférences | Entraîneurs                   | Stats. saison rég. | CFP                       | AP                        | Coaches                   |
| Bears de Baylor                                                                                       |          | B12         | Dave Aranda (en) (3e saison)  | 6 - 6              | NC                        | NC                        | NC                        |
| Falcons de l'Air Force                                                                                |          | MWC         | Troy Calhoun (en) (2e saison) | 9 - 3              | NC                        | NC                        | NC                        |
| - Arbitre : Jeremy Valentine (MAC) - Équipe donnée favorite par les bookmakers : Baylor par 5½ points |          |             |                               |                    |                           |                           |                           |

### Bears de Baylor
Avec un bilan global en saison régulière de 6 victoires et 6 défaites (4-5 en matchs de conférence), Baylor est éligible et accepte l'invitation pour participer à l'Armed Forces Bowl 2022.
Ils terminent 6e de la Big 12 Conference derrière #3 TCU, #9 Kansas State, #20 Texas, Texas Tech et Oklahoma State.
À l'issue de la saison 2022 (bowl non compris), ils n'apparaissent pas dans les classements CFP, AP et Coaches.
Il s'agit de leur première participation à l'Armed Forces Bowl.
La défense des Bears est considérée comme le point faible de l'équipe pour ce match, le coordinateur défensif de Baylor, Ron Roberts, ayant été renvoyé après la saison régulière. En conséquence, c'est l'entraîneur principal Dave Aranda qui est chargé d'appeler les jeux défensifs de Baylor. Les Bears sont également privés du joueur de la ligne défensive Siaki Ika et du defensive back Mark Milton, ceux-ci ayant décidé de faire m'impasse sur le match pour se présenter à la prochaine draft de la NFL. L'attaque à la course de Baylor est ar contre considérée comme le point fort de l'équipe, avec trois running backs ayant une moyenne de plus de cinq yards par course, l'un de ceux-ci, Richard Reese, ayant été désigné meilleur freshman de la saison de la Big 12 Conference.
| Logo     | Postes                                           | Joueurs                                          | Statistiques                                                       |
| -------- | ------------------------------------------------ | ------------------------------------------------ | ------------------------------------------------------------------ |
|          | Quarterback                                      | Blake Shapen                                     | 222/345 passes réussies pour 2 602 yards, 16 TDs, 10 interceptions |
| Coureur  | Richard Reese                                    | 190 courses pour 962 yards nets gagnés et 14 TDs |                                                                    |
| Receveur | Ben Sims                                         | 31 réceptions pour 255 yards et 4 TDs            |                                                                    |
| Effectif | Listing et statistiques du roster 2022 des Bears | Listing et statistiques du roster 2022 des Bears |                                                                    |

### Falcons de l'Air Force
Avec un bilan global en saison régulière de 9 victoires et 3 défaites (5-3 en matchs de conférence), l'Air Force est éligible et accepte l'invitation pour participer à l'Armed Forces Bowl 2022.
Ils terminent 2e de la Division Mountain de la Mountain West Conference derrière Boise State.
À l'issue de la saison 2022 (bowl non compris), ils n'apparaissent pas dans les classements CFP, AP et Coaches.
L'attaque tripe option à la course des Falcons, est considérée par les analystes comme le point fort de l'équipe, le quarterback Haaziq Daniels et le running back John Lee Eldridge III ayant montré toute leur efficacité au cours de la saison. La défense des Falcons n' accordé en moyenne que 8½ points par match au cours des six derniers matchs de saison régulière et est classé parmi les 25 meilleurs au niveau national en termes de sacks.
Il s'agit de leur 6e participation à l'Armed Forces Bowl :
| Saisons | Dates            | Vainqueurs | Scores  | Finalistes | Bilan     |
| ------- | ---------------- | ---------- | ------- | ---------- | --------- |
| 2007    | 31 décembre 2007 | California | 42 - 36 | Air Force  | D : 0 - 1 |
| 2008    | 31 décembre 2008 | Houston    | 34 - 28 | Air Force  | D : 0 - 2 |
| 2009    | 31 décembre 2009 | Air Force  | 47 - 20 | Houston    | V : 1 - 2 |
| 2012    | 29 décembre 2012 | Rice       | 33 - 14 | Air Force  | D : 1 - 3 |
| 2015    | 29 décembre 2015 | California | 55 - 36 | Air Force  | D : 1 - 4 |

| Logo     | Postes                                             | Joueurs                                            | Statistiques                                                 |
| -------- | -------------------------------------------------- | -------------------------------------------------- | ------------------------------------------------------------ |
|          | Quarterback                                        | Haaziq Daniels                                     | 36/76 passes réussies pour 733 yards, 6 TDs, 2 interceptions |
| Coureur  | Brad Roberts                                       | 308 courses pour 1 612 yards nets gagnés et 15 TDs |                                                              |
| Receveur | David Cormier                                      | 13 réceptions pour 384 yards et 4 TDs              |                                                              |
| Effectif | Listing et statistiques du roster 2022 des Falcons | Listing et statistiques du roster 2022 des Falcons |                                                              |